# Массовые захоронения в Чечне

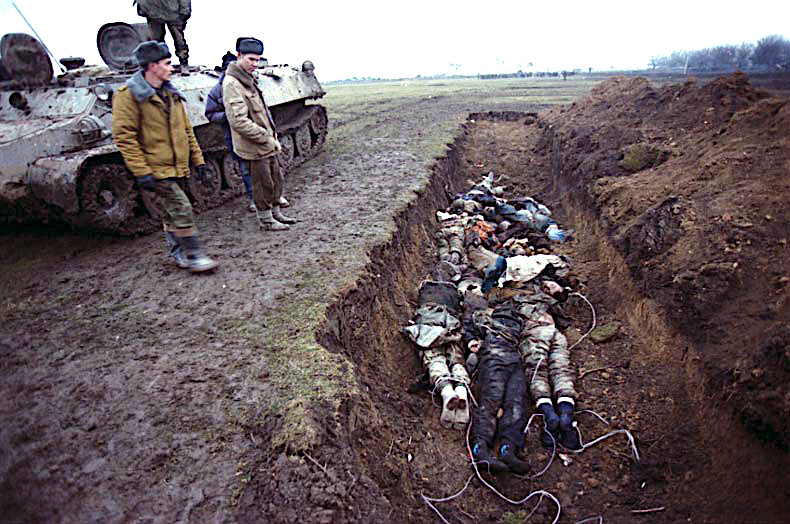
Российские войска хоронят трупы в окопе.

Массовые захоронения в Чечне, в которых находили сотни трупов, начали обнаруживать с началом Первой чеченской войны. На июнь 2008 года было зарегистрировано 57 массовых захоронений. Согласно заявлению организации Amnesty International, тысячи людей могут быть захоронены в не найденных ещё могилах, включая примерно 5 тысяч гражданских лиц, пропавших без вести с начала Второй чеченской войны. По состоянию на 2008 год, самое большое из массовых захоронений было обнаружено в Грозном, и в нём находились около 800 тел людей, погибших в ходе Первой чеченской войны. Российская политика в отношении чеченских массовых захоронений заключается в том, чтобы не эксгумировать их.

## История
В марте 2001 года организация Human Rights Watch (HRW) в своём докладе указала восемь не обозначенных захоронений в Чечне, которые были обнаружены в 2000—2001 годах. Также организацией были отмечены восемь случаев, когда тела бросались по обочинам дорог, на территории госпиталей и других местах. Общество «Мемориал» также зафиксировало много подобных случаев. Большинство этих тел имело следы выстрелов с близкого расстояния, характерные для внесудебных расправ, и увечья. Врачебные осмотры некоторых жертв показали, что часть увечий была нанесена ещё живым людям, что указывает на факты применения жестоких пыток по отношению к жертвам. 29 марта 2001 года Верховный комиссар ООН по правам человека Мэри Робинсон призвала к тщательному исследованию массовых захоронений в Чечне
В 2003 году местные жители и правозащитники утверждали, что фрагменты взорванных тел находили по всему разрушенному войной региону. Критики говорили, что вместо того, чтобы положить конец нарушениями прав человека, военные всячески пытаются скрыть их. Семьи убитых сообщали, что российские войска вымогают выкуп за тела жертв. 31 марта 2003 года Уполномоченный по правам человека в Российской Федерации Олег Миронов призвал власти открыть места массовых захоронений для идентификации тел, установления причин смерти и захоронения. В то же время, Миронов отклонил предложение Парламентской ассамблеи Совета Европы о создании международного трибунала для расследования предполагаемых военных преступлений, совершенных в Чечне.
16 июня 2005 года местное пророссийское правительство объявило о 52 массовых захоронениях в Чечне. Председатель правительственного Комитета Чечни по гражданским правам Нурди Нухажиев сказал, что могилы не вскрыты, поэтому общее количество погибших определить сложно. По состоянию на 2005 год, по оценкам Amnesty International, из примерно миллиона чеченцев, до 5000 человек, исчезнувших с 1999 года, все ещё числятся пропавшими без вести.
По состоянию на 2008 года, эксгумация и идентификация останков из почти 60 массовых невскрытых захоронений остаётся проблемой. Европейские правозащитные организации финансируют строительство лаборатории по идентификации останков. Для строителей в Грозном не было ничего необычного в том, чтобы ходить по костям, а некоторые из останков были тихо перемещены, чтобы освободить место для строительства. По информации местного руководства, в республике с 1994 года по июль 2008 года бесследно исчезли 4825 человек.

## Некоторые захоронения
(Даты часто относятся к сообщениям в СМИ, а не находке захоронений)
- Февраль 2000 года. Немецкая телекомпания N24 выпустила в эфир видеозапись, показывающую массовое захоронение людей, предположительно чеченцев, многие из которых были связаны колючей проволокой, а некоторые изуродованы (у одного из найденных было отрезано ухо). На кадрах был также показан мёртвый чеченец, которого тащил по полю тягач, и российские солдаты, сбрасывающие труп с танка. «Я был шокирован тем, что увидел» — прокомментировал эти кадры Альваро Хиль-Роблес, комиссар Совета Европы по правам человека. Некоторые московские официальные лица утверждали, что показано захоронение повстанцев, убитых в бою, а не казнённых. Некоторые назвали это «пропагандой и фальсификацией» сепаратистов. Другие говорили, что Россия начала расследование обстоятельств смерти чеченцев[14][15][16][17].
- Июль 2000 года: Тела примерно 150 человек были найдены в массовом захоронении вблизи Танги-Чу (Урус-Мартановский район) на юге Чечни. Люди, ставшие свидетелями эксгумации, утверждали, что руки жертв были связаны колючей проволокой. Промосковские официальные лица утверждали, что около половины из найденных были сепаратистами и на них была униформа вооружённых сил Ичкерии. Остальные были гражданскими лицами «без следов насилия на телах»[18].
- 21 февраля 2001 года: Более 50 (чиновники промосковской администрации называли цифру 80[19]) тел мужчин, женщин и детей со следами пыток и массовой казни были найдены на главной российской базе в Ханкале в заброшенном посёлке Дачный (также называемом Здоровье) вблизи Грозного, что вызвало международный скандал[20]. Многие из них были заминированы[21], некоторые имели следы пыток (колотые раны, сломанные конечности, вырванные ногти, отрезанные уши). У многих были связаны руки за спиной и завязаны глаза[22]. Подавляющее большинство жертв (16 из 19), в последний раз были замечены в момент их задержания российскими войсками[23]. Правозащитники предположили, что российские военнослужащие на базе Ханкала использовали дачу Здоровье как место для захоронения казнённых[24]. Среди опознанных жертв было тело Нуры Лулуевой, чеченки, которая, как позже было доказано в Европейском суде по правам человека, была похищена и замучена российскими военнослужащими в 2000 году[25]. Власти, решительно отрицавшие свою причастность к гибели задержанных[26], похоронили остальных жертв без предварительного уведомления и надлежащего вскрытия или сбора доказательств, которые могли бы помочь установить преступников[6]. Организация Human Rights Watch назвала официальное расследование «шарадой»[27].
- 10 апреля 2001 года: мэр Грозного Бислан Гантамиров сообщил, что в подвале разрушенного общежития рядом с Октябрьским городским отделением милиции, в котором располагалось подразделение ОМОНа из Ханты-Мансийска, было найдено 17 тел с огнестрельными ранениями. На следующий день Гантамиров заявил, что его сообщение было ложным. Объясняя изменение своей позиции, Гантамиров сказал, что узнал о находке из того же источника, что и полномочный представитель Президента России в Южном федеральном округе Виктор Казанцев, который первоначально также сообщил о находке, отказался подтвердить её. Представитель ОМОНа утверждал, что подразделение не имеет ничего общего с исчезновением местных жителей, добавив, что массовые захоронения в Чечне являются обычным делом[28]. В марте 2005 года один из офицеров этого подразделения Сергей Лапин был осуждён за пытки чеченца[29]. В июне 2006 года общество «Мемориал» опубликовало документальные свидетельства секретного центра пыток в подвале бывшей школы для глухих детей в Октябрьском районе Грозного, в котором, как утверждается, российская милиция проводила пытки и убийства сотен людей. Активисты заявили, что собрали доказательства как раз вовремя, потому что здание, в котором находился подвал, было снесено для сокрытия следов[30].
- 22 апреля 2001 года российское разведывательное подразделение нашло останки по меньшей мере 18 человек в массовом захоронении вблизи горной дороги в южной Чечне. По словам помощника Президента России Сергея Ястржембского, жертвы, похоже, были военнопленными или похищенными в годы первой чеченской войны. Все они были застрелены и затем обезглавлены[31][32][33].
- 25 июня 2001 года: останки 10 человек были найдены в канаве на окраине Грозного. Ещё 16 трупов (из них два без голов) были найдены вблизи российского военного штаба в Ханкале несколькими днями ранее[34].
- 3 марта 2002 года: ABC объявило, что чеченские сепаратисты сообщили о находке массового захоронения с более чем 20 телами гражданских лиц в зернохранилище города Аргун. По утверждениям правозащитников, многие из жертв пропали три месяца назад во время «зачистки»[35].
- 9 апреля 2002 года: захоронение с останками более чем 100 человек было найдено в горной пещере в Ачхой-Мартановском районе. Местные жители, нашедшие захоронение, утверждали, что все они были детьми и были обезглавлены. Генерал Владимир Молтенской немедленно заявил, что это тела российских солдат, захваченных в плен в 1994—1996 годах и содержавшихся в предполагаемом лагере смерти. Однако найденные в пещере пустые банки из-под свиной тушёнки и водочные бутылки показывают, что здесь дислоцировалось российское подразделение. Местные жители также утверждали, что ещё в декабре 2000 года несколько задержанных, включая детей, содержавшихся в ходе операций по «зачистке», были задержаны военнослужащими, дислоцированными в районе пещер[36].
- 8 сентября 2002 года: полиция Ингушетии нашла массовое захоронение вблизи Горагорска, на границе с Чечнёй, в котором находились тела 15 человек[37]. Представители общества «Мемориал» утверждали, что семерых из числа найденных в последний раз видели во время задержания их российскими войсками в разное время в разных местах в мае 2002 года. Российские власти, однако, утверждали, что четверо из найденных жертв были похищены чеченскими сепаратистами[38]. Сообщается, что захоронение было найдено после того, как родственники жертв купили информацию у российских солдат[39].
- 6 апреля 2003 года: полиция Чечни сообщила, что за последние 24 часа она нашла четыре могилы с изуродованными телами. МЧС Чечни заявило, что три захоронения были найдены в Надтеречном районе, относительно спокойном регионе Чечни. У тел были отсечены конечности[40].
- 8 октября 2004 года: В Грозном было найдено захоронение трёх женщин, которые были убиты выстрелами в голову. Женщины были захоронены в нескольких метрах от здания, где федеральные войска располагались в 2000—2001 годах, и рядом с тем местом, где в 2000—2003 годах располагался блок-пост российских войск[41].
- 20 ноября 2004 года: Массовое захоронение с 11 телами неопознанных молодых людей в возрасте от 12 до 20 лет было найдено вблизи села Джалка (Гудермесский район). Ранее местные жители нашли тела трёх мужчин в окрестностях молочной фермы в Грозненском сельском районе. Тела имели многочисленные следы пыток[42].
- 2 апреля 2006 года: Останки 57 тел были обнаружены в массовом захоронении во время работ по обезвреживанию неразорвавшихся боеприпасов в парке имени Сергея Кирова в Ленинском районе Грозного[43]. Прокурор Чечни Валерий Кузнецов утверждал, что экспертиза тел показала, что это были обычные жители, которые были убиты разрывами бомб и снарядов во время осады Грозного между 1999 и 2000 годами. Он добавил, что расследования по этому факту не будет. Шесть тел из этого захоронения так и не были опознаны и были перезахоронены в пронумерованных могилах[3]. Местные власти планировали построить большой развлекательный центр имени Ахмата Кадырова, на месте бывшего парка Кирова, где в апреле-мае 2000 года были найдены ещё девять других захоронений[44].
- 27 июня 2006 года: Отделение ФСБ по Чечне сообщило о находке захоронения с девятью телами федеральных солдат и местных сторонников федерального правительства, казнённых чеченскими боевиками в 1996—1997 годах[45].
- 5 мая 2008 года: Военнослужащий батальона «Восток» раскрыл местонахождение тайного захоронения на заводе биохимических удобрений «Гудермес», из которого были извлечены семь полностью разложившихся трупов. На следующий день тот же человек нашёл место захоронения офицера батальона «Восток» Вахарсолта Закаева, который в 2003 году был застрелен по причине того, что на него падало подозрение в убийстве командира «Востока» Джабраила Ямадаева[46].
- 21 июня 2008 года: Большое захоронение, содержащее примерно 800 тел, было найдено в районе православного кладбища в Ленинском районе Грозного. Тела принадлежали в основном мирным жителям, но были также тела боевиков и представителей федеральных войск, погибших во время боёв за город. Сообщалось, что тела были собраны с улиц и из-под развалин Грозного гражданским добровольцами, а затем зарегистрированы и захоронены российскими военными между январём и октябрём 1995 года. Власти подтвердили, что есть данные на каждого захороненного и по ним можно установить их имена[1][47][48].
- 3 июля 2008 года: Было сообщено о находке вблизи Горячеводска захоронения, в котором находились тела от 250 до 300 человек, погибших от артиллерийского и ракетного огня федеральных сил в октябре 1999 года. В то время правозащитники сообщали о том, что 30 октября 1999 года федеральные войска обстреляли колонну беженцев, которые шли из Грозного под белым флагом по так называемому «коридору безопасности», открытому российскими военнослужащими на дороге между Горячеводском и станицей Петропавловской. По словам очевидцев, они решились сообщить о захоронении только после того, как началось официальное расследование. Раненые были добиты снайперами, а затем военные похоронили убитых вместе со своими машинами в огромной яме на территории асфальтового завода[7][49]. Позже, в том же месяце, при поверхностном изучении места происшествия были найдены фрагменты одежды и легкового автомобиля, но следователи решили не копать дальше[50]. По сообщению общества «Мемориал», люди, захороненные в могиле, были эксгумированы этой организацией уже в июне 2000 года[51].
- 27 марта 2009 года: Односельчане Эльзы Кунгаевой, жертвы полковника Юрия Буданова, показали журналистам место массового захоронения в селе Танги-Чу. В могиле находились останки 23 человек. По словам уполномоченного по правам человека в Чечне Нурди Нухажиева, местные жители утверждают, что к преступлениям причастны военнослужащие полка Юрия Буданова[52].